# Gewog di Yalang
Il gewog di Yalang è uno degli otto raggruppamenti di villaggi del distretto di Trashiyangtse, nella regione Orientale, in Bhutan.